# Anclado en mi corazón
Anclado en mi corazón es el tercer álbum de estudio de la cantante y actriz mexicana Anahí. Fue lanzado a la venta el 18 de abril de 1997 en México. El 3 de febrero de 1998 el álbum es lanzado en los Estados Unidos. El álbum fue producido Peter J. Honerlage, e incluye principalmente géneros pop y pop latino, combinando sonidos alegres y coloridos.
A modo de promoción se lanzaron tres sencillos. El primero fue «Anclado en mi corazón», lanzada a principios de 1997. El mismo año se lanzó el segundo sencillo titulado «Escándalo» y el tercer y último del álbum fue «Salsa reggae». 
La presentación oficial del disco se llevó a cabo en el Teatro Alameda, fue filmado y producido por la discográfica y Produvisa, realizado por Galindo-Post. Fue producido por Peter J. Honerlage y dirigido por Eduardo Galindo Pérez, siendo lanzado a la venta en formato VHS el 18 de abril de 1997.

## Promoción

### Sencillos
El primer sencillo del álbum fue «Anclado en mi corazón», homónimo al disco, fue lanzado en 1997. En el álbum se incluyó la versión Energy Mix Radio. El sencillo no contó con video musical. En 2010 el sencillo es lanzado nuevamente en descarga digital.
El segundo sencillo del álbum, lanzado también en 1997, fue «Escándalo», el cual tampoco contó con un video musical.
El tercer y último sencillo del álbum fue «Salsa reggae», fue lanzado en 1998 y sin contar con video musical. El álbum incluye además la versión remix del sencillo.

### Presentaciones en vivo
Anahí comenzó la promoción del disco con interpretaciones en directo de los sencillos y canciones incluidas en el disco, en 1997 interpreta los temas «Anclado en mi Corazón», «Escándalo» y «Salsa reggae» en el programa mexicano Siempre en Domingo conducido por Raúl Velasco. En febrero de 1998 interpreta el primer sencillo del álbum, «Anclado en mi Corazón» y «Salsa Reggae» en el programa mexicano Al Ritmo de la Noche conducido por Jorge Ortiz de Pinedo.
En mayo de 1998 se presenta en el Festival Infantil, llevado a cabo en Acapulco, México, interpretando sus temas «Anclado en mi Corazón», «Escándalo» y otros sencillos de sus álbumes anteriores. En diciembre de 1998 se presenta en el Teletón México, interpretando su tema «Salsa reggae». En 1998 se presenta en el concierto masivo Por un Mundo Feliz interpretando «Escándalo».

### VHS
En 1997 como parte de la promoción del álbum se filma en formato VHS, titulado Concierto Anclado en mi Corazón, llevado a cabo en el Teatro Alameda, en la Ciudad de México. Fue filmado y producido por la discográfica Paramúsica y Produvisa. Fue producido por Peter J. Honerlage y dirigido por Eduardo Galindo Pérez, siendo lanzado a la venta en ese año. Se interpretó las canciones del álbum, y algunos temas de sus álbum anteriores tales como «Por volverte a ver» y «Corazón de bombón», incluida en su álbum Hoy es mañana, el material contó con una duración de 50 minutos y diez temas interpretados.
Personal
Créditos por Concierto Anclado en mi corazón:
- Paramúsica discográfica – Ángela Moreno, Héctor Mejia, Alberto Canseco, Jorge Torreblanca
- Libra Música – José Ángel Torres, Jorge Vargas, Sandra Planter
- Productor Ejecutivo - Peter J. Honerlage
- Director - Eduardo Galindo Pérez
- Iluminación - Eduardo Méndez, Alberto Méndez
- Bailarines - David Librado, Alfredo Gutiérrez, Rafael Álvarez, Armando García
- Músicos - Juval Tatoo, Omar Lozano, Luis Sandoval, George Seifridsuerger

## Lista de canciones
- Edición estándar

| - Anclado en mi corazón |                                            |                             |          |  |
| N.º                     | Título                                     | Escritor(es)                | Duración |  |
| 1.                      | «Salsa reggae»                             | Rubén Amado                 | 5:01     |  |
| 2.                      | «Anclado en mi corazón»                    | Rubén Amado                 | 3:06     |  |
| 3.                      | «Para nada»                                | Rubén Amado, Juanjo Novaira | 3:57     |  |
| 4.                      | «Sexy»                                     | Rubén Amado, Juanjo Novaira | 3:57     |  |
| 5.                      | «A un metro del suelo»                     | Rubén Amado                 | 4:07     |  |
| 6.                      | «Porción de amor»                          | Rubén Amado, Juanjo Novaira | 3:57     |  |
| 7.                      | «Con los brazos en cruz»                   | Rubén Amado                 | 3:08     |  |
| 8.                      | «Química»                                  | Rubén Amado                 | 3:21     |  |
| 9.                      | «Escándalo»                                | Rubén Amado                 | 3:26     |  |
| 10.                     | «Salsa reggae» (Versión remix)             | Rubén Amado                 | 7:40     |  |
| 11.                     | «Anclado en mi corazón» (Energy mix radio) | Rubén Amado                 | 4:06     |  |
| 45:54                   |                                            |                             |          |  |

- VHS

| Anclado en mi corazón - VHS |                             |                             |          |  |
| N.º                         | Título                      | Escritor(es)                | Duración |  |
| 1.                          | «Por volverte a ver»        | Fredy Comitte, Jesus Mendel |          |  |
| 2.                          | «Corazón de bombón»         | José Ma. Frías              |          |  |
| 3.                          | «Escándalo»                 | Rubén Amado                 |          |  |
| 4.                          | «Sexy»                      | Rubén Amado, Juanjo Novaira |          |  |
| 5.                          | «A un metro del suelo»      | Rubén Amado                 |          |  |
| 6.                          | «Con los brazos en la cruz» | Rubén Amado                 |          |  |
| 7.                          | «Salsa reggae»              | Rubén Amado                 |          |  |
| 8.                          | «Química»                   | Rubén Amado                 |          |  |
| 9.                          | «Para nada»                 | Rubén Amado, Juanjo Novaira |          |  |
| 10.                         | «Anclado en mi corazón»     | Rubén Amado                 |          |  |
| 50:00                       |                             |                             |          |  |

## Créditos y personal

### Personal
Créditos por Anclado en mi Corazón:
| - Asistente – Ivan Doc Rodríguez - Ingeniero – Brian Stoltz - Vocalista – Raquel García - Ingeniero, Mezcla – Andrés García - Maquillaje, estilista – Eduardo Arias - Ingeniero – Armando Castro - Mezcla, Preproducción – Jesús Castañeda - Fotografía – Blanca Charolet - Arreglista, mezcla, Programador, mezclador – Ismael Ledesma | - Guitarra eléctrica – Daniel Leis - Vocalista – Jackie Aguirre - Productor Ejecutivo, Concepto – Peter J. Honerlage - Ingeniero – Mario Altamirano - Asistente – David Rodríguez Jr. - Diseño – José Ferrer - Vocalista, Arreglista vocal, Dirección, Realización – Rubén Amado - Dominio – Frank Cesarano - Coordinación – Teresa Gómez |

## Historial de lanzamiento
| Región         | Fecha                | Formato | Discográfica |
| -------------- | -------------------- | ------- | ------------ |
| México         | 18 de abril de 1997  | CD      | Paramúsica   |
| México         | 18 de abril de 1997  | Casete  | Paramúsica   |
| Estados Unidos | 3 de febrero de 1998 | CD      | Paramúsica   |
| Estados Unidos | 3 de febrero de 1998 | Casete  | Paramúsica   |